# Обратный захват доменного имени
Обратный захват доменного имени, обратный киберсквоттинг — недобросовестные действия правообладателя сходного доменному имени обозначения (чаще всего — товарного знака), направленные на получение добросовестно используемого имени путем инициации судебного разбирательства. Это явление, прямо противоположное киберсквоттингу: при киберсквоттинге лицо  регистрирует на себя доменные имена с целью их перепродажи владельцам товарных знаков, а при обратном захвате доменного имени регистрируется товарный знак с целью предъявления требований к владельцу доменного имени. 
Согласно законодательству многих стран, в том числе и России, доменное имя само по себе не является охраняемым законом средством индивидуализации, тогда как права на товарный знак подлежат охране. Так, согласно пп. 5 п. 2 ст. 1484 ГК РФ, размещение товарного знака в доменном имени — способ использования такого знака. В соответствии с п. 1 ст. 1474 ГК РФ, п. 1 ст. 1539 ГК РФ, правообладателю фирменного наименования, коммерческого обозначения принадлежит исключительное право использования своего обозначения в качестве средства индивидуализации, в том числе путем его указания в интернете. Использование в доменном имени чужого средства индивидуализации при установленных в законе условиях образует нарушение исключительного права.
Поэтому даже если второе лицо регистрирует товарный знак позже, чем первое лицо регистрирует на себя доменное имя, второе лицо имеет в общем случае право направить первому претензию о нарушении своих прав на товарный знак, угрожая добиться аннулирования его регистрации. Оно при этом может потребовать уступить доменное имя или требовать денежную компенсацию. 
Но формируется судебная практика по противодействию обратному захвату доменных имен, основанная на общих нормах о злоупотреблении правом. Так, в п. 1.4 Справки по вопросам, возникающим при рассмотрении доменных споров, утвержденной постановлением президиума российского Суда по интеллектуальным правам от 28 марта 2014 года №СП-21/4 сказано:

Суд вправе отказать в удовлетворении требования о прекращении использования доменного имени на основании статьи 10 ГК РФ и статьи 10.bis Конвенции по охране промышленной собственности (заключена в Париже 20.03.1883, подписана СССР 12.10.1967) (далее — Парижская конвенция), если по материалам дела, исходя из конкретных фактических обстоятельств, предъявление указанного требования может быть квалифицировано в качестве злоупотребления правом.
В частности, о наличии признаков злоупотребления правом может свидетельствовать факт заявления лицом, зарегистрировавшим товарный знак, требования о запрете использования доменного имени, в котором используется обозначение, ранее ставшее широко известным благодаря лицу, использовавшему это обозначение в доменном имени.

Правила UDRP, внесудебной процедуры разрешения споров, касающихся доменных имён, также включают аналогичную норму о недобросовестности, направленную против обратного захвата доменного имени.